# Кашина Коломбаро (Торино)
Кашина Коломбаро је насеље у Италији у округу Торино, региону Пијемонт.
Према процени из 2011. у насељу је живело 18 становника. Насеље се налази на надморској висини од 305 м.